# Muliercula bilineata
Muliercula bilineata är en kvalsterart som beskrevs av Sandór Mahunka 1986. Muliercula bilineata ingår i släktet Muliercula och familjen Scheloribatidae. Inga underarter finns listade i Catalogue of Life.